# 호텔HDC
호텔HDC(영어: Hotel HDC)은 호텔을 운영 및 개발하는 HDC그룹의 계열사로 대표이사는 이성용이다. 2005년 2월 호텔아이파크주식회사를 창립하여 하얏트 체인인 파크 하얏트 서울과 파크 하얏트 부산의 특1급 호텔과 안다즈 서울 강남을 운영하고 있다.

## 연혁
- 2005년 2월 호텔아이파크주식회사 창립
- 2005년 4월 파크 하얏트 서울 개관
- 2011년 3월 아이파크콘도 위탁 운영
- 2013년 2월 파크 하얏트 부산 개관
- 2018년 1월 정선 파크로쉬 개관
- 2018년 4월 호텔HDC로 사명 변경
- 2019년 9월 안다즈 서울 강남 위탁 운영

## 지점
- 파크 하얏트 서울

파크 하얏트 서울(영어: Park Hyatt Seoul)은 2005년 4월 15일 서울특별시 강남구 대치동에 개관. 하얏트 브랜드 계열의 최고급 부티크 호텔로, 아시아에서는 일본의 파크 하얏트 동경에 이어 두 번째로 오픈. 지하2층, 지상24층으로 구성되어 있으며 185실의 객실과 4개의 식음료장, 6개의 연회장, 피트니스클럽, 스파, 실내수영장 등의 부대시설이 있음. 일본 인테리어 디자인 회사인 수퍼포테이토(Super Potato)가 디자인한 6성급 호텔임.
- 파크 하얏트 부산

파크 하얏트 부산(영어: Park Hyatt Busan)은 2013년 2월 18일 부산광역시 해운대구 우동에 개관. 지하6층, 지상33층으로 구성되어 있으며 스위트룸 69실을 포함한 총269실의 객실과 4개의 식음료장, 10개의 연회장 외에도 스파, 피트니스 수영장 등의 부대시설이 있음. 건축가 다니엘 리베스킨트(Daniel Libeskind)가 설계를, 수퍼포테이토(Super Potato)가 인테리어를 담당.
- 안다즈 서울 강남

안다즈 서울 강남(영어: Andaz Seoul Gangnam)는 2019년 9월 6일 서울특별시 강남구 압구정동에서 위탁운영 시작. 지하4층, 지상17층으로 구성되어 있으며 총241실의 객실과 5개의 식음료장,5개의 연회장 등의 부대시설이 있음. 인테리어는 네덜란드 크리에이티브 디자인팀 피에트 분(Piet Boon)스튜디오가 담당.
- 호텔사업

파크 하얏트 서울 2005년 4월 개관, 객실 185실, 연회장 6개, 식당 4개, 연면적 22,999m2
파크 하얏트 부산 2013년 2월 개관, 객실 269실, 연회장 10개, 식당 4개, 연면적 49,280m2
안다즈 서울 강남 2019년 9월 개관, 객실 241실, 연회장 5개, 식당 5개, 연면적 42,364m2

## 같이 보기
- HDC그룹
- HDC현대산업개발
- 아이파크
- 파크 하얏트 서울
- 파크 하얏트 부산